# 후추정 (도야마현)
후추정(婦中町)은 도야마현 네이군에 설치되었던 정이다. 현재의 도야마시에 해당한다.
정은 비교적 건전해 도야마시 등과의 합병 시비를 묻는 주민투표에서는 유일하게 반대가 많았던 마을이기도 하다. 근년은 도야마시의 베드타운으로서 발전하고 있다. 헤세이 대합병으로 인하여 2005년 4월 1일 도야마시, 야쓰오정, 오사와노정, 오야마정, 야마다촌, 호소이리촌을 합병하였다.

## 역사
- 1912년에 이타이이타이병이 발생한 지역이다.

연혁
- 1889년 4월 1일 - 정촌제 시행과 함께 네이군 하야호시촌 우사카촌 아사히촌 구마노촌 미야가와촌 센리촌 도미카와촌 고자토촌 오토가와촌이 성립하였다.
- 1942년 6월 1일 - 하야호시촌, 우사카촌이 합병해 후추정이 성립하였다.
- 1942년 6월 20일 - 지사토촌, 도미카와촌이 합병해 진보촌이 되었다.
- 1955년 1월 1일 - 아사히촌, 구마노촌, 미야카와촌을 편입하였다.
- 2005년 4월 1일 - 도야마시, 야쓰오정, 오사와노정, 오야마정, 야마다촌, 호소이리촌을 합병해 도야마시가 되었다.

## 교통

### 철도
- 서일본 여객철도 다카야마 본선

### 도로
- 국도 359호선
- 국도 472호선